# Боржомі (футбольний клуб)
«Боржомі» (груз. საფეხბურთო კლუბი ბორჯომი) — професіональний грузинський футбольний клуб з однойменного міста.

## Хронологія назв
- 1936—2004: Торі (Боржомі)
- З 2004: ФК «Боржомі»

## Історія
Клуб було засновано в 1936 році під назвою «Торі» (Боржомі). Спочатку виступав лише в регіональних футбольних змаганнях. У сезоні 1993/94 років дебютував у Лізі Пірвелі, в якій виступав до 1997 року. У 2000 році повернувся до Ліги Пірвелі, а з 2002 року виступав у Лізі Регіоналі. У 2004 році був перейменований у ФК «Боржомі». У сезоні 2004/05 років фінішував на 2-у місці в Лізі Пірвелі й вперше в історії здобув пктівку до вищого дивізіону чемпіонату Грузії, Ліги Еровнулі. Дебютний сезон у вищій лізі чемпіонату Грузії виявився найуспішнішим в історії клубу, за підсумками сезону 2005/06 років команда фінішувала на 5-му місці. У сезоні 2007/08 років дійшов до півфіналу національного кубку, де поступився «Амері» (Тбілісі). У сезоні 2008/09 років завершив чемпіонат на останньому 11-у місці та вилетів до Ліги Пірвелі. Надалі клуб виступав у регіональних змаганнях, після чого повернувся в Лігу Меоре та Лігу Пірвелі. Наприкінці сезону 2016 року в плей-оф за право підвищитися в класі клуб здобув перемогу, але зрештою відмовився від виходу до Вищого дивізіону й був переведений у Лігу Меоре.

## Досягнення
- Ліга Меоре
  -  Чемпіон (1): 2013/14

- Кубок Грузії
  - 1/2 фіналу (1): 2007/08

- Ліга Пірвелі
  -  Срібний призер (2): 2004/05, 2015

## Статистика виступів
| Сезон   | Ліга                  | Міс. | Іг. | В  | Н | П  | ЗМ  | ПМ | О  | Кубок       | Примітки   | Тренер |
| ------- | --------------------- | ---- | --- | -- | - | -- | --- | -- | -- | ----------- | ---------- | ------ |
| 1993-94 | Ліга Пірвелі («Схід») | 13   | 34  | 12 | 5 | 17 | 48  | 59 | 41 |             |            |        |
| 1994-95 | Ліга Пірвелі («Схід») | 10   | 30  | 9  | 4 | 17 | 47  | 70 | 31 |             |            |        |
| 1995-96 | Ліга Пірвелі («Схід») | 19   | 36  | 5  | 4 | 27 | 31  | 78 | 19 |             |            |        |
| 1996-97 | Ліга Пірвелі («Схід») | 7    | 38  | 21 | 4 | 13 | 51  | 52 | 67 |             |            |        |
| 2000-01 | Ліга Пірвелі          |      |     |    |   |    |     |    |    |             |            |        |
| 2001-02 | Ліга Пірвелі          | 12   | 22  | 2  | 1 | 19 | 16  | 68 | 7  |             | Пониження  |        |
| 2002-03 | Ліга Регіонулі Центр  |      |     |    |   |    |     |    |    |             |            |        |
| 2003-04 | Ліга Регіонулі Центр  |      |     |    |   |    |     |    |    |             | Підвищення |        |
| 2004-05 | Ліга Пірвелі          | 2    | 30  | 22 | 3 | 5  | 74  | 36 | 69 | 1-ий раунд  | Підвищення |        |
| 2005-06 | Ліга Еровнулі         | 5    | 30  | 19 | 2 | 9  | 50  | 26 | 59 | 1/4 фіналу  |            |        |
| 2006-07 | Ліга Еровнулі         | 10   | 26  | 8  | 6 | 12 | 29  | 35 | 30 | 1/4 фіналу  |            |        |
| 2007-08 | Ліга Еровнулі         | 9    | 26  | 9  | 4 | 13 | 32  | 39 | 31 | 1/2 фіналу  |            |        |
| 2008-09 | Ліга Еровнулі         | 11   |     |    |   |    |     |    |    | 1/32 фіналу | Пониження  |        |
| 2013-14 | Ліга Меоре («схід»)   | 1    | 30  | 24 | 5 | 1  | 107 | 25 | 77 |             | Підвищення |        |
| 2014-15 | Ліга Пірвелі          |      |     |    |   |    |     |    |    |             |            |        |

## Відомі гравці
- Торніке Апціаурі (2005-2006)
- Шота Бабунашвілі (2007-2008)
- Реваз Гецадзе (2005-2006)
- Шота Грігалашвілі (2007-2008)
- Александре Кошкадзе (2006-2007)
- Зураб Мамаладзе (2005-2006)
- Нодар Матчаваріані (2005-2006)
- Георгій Мегреладзе (2007-2008)
- Гіоргі Нергадзе (2007)
- Теймураз Гонгадзе (2007)
- Бека Шекріладзе (2006-2007)
- Лаша Челідзе (2005, 2007)